# Henning von Berg

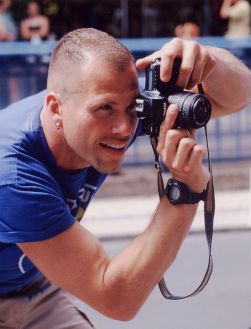
Henning von Berg, 1999

Henning von Berg (* 10. Juni 1961 in Hannover) ist ein deutscher Planungsingenieur und international tätiger Fotograf. Als Lichtbildner spezialisiert er sich auf Charakterporträts und Aktaufnahmen.

## Biografie
Henning von Berg wuchs in Niedersachsen auf und arbeitete zunächst 13 Jahre als angestellter Planungsingenieur. Mit 35 zog er nach Köln und begann 1997 seine zweite Karriere als freier Fotograf.
Im Sommer 1997 organisierte der Autodidakt sein erstes großes Gruppen-Shooting mit 28 Beteiligten in Köln. Eine anschließende Wanderausstellung „Factory Boyz“ mit Stillleben in unwirtlicher Industrielandschaft erregte überregionales Aufsehen. Die eigenwillige Kombination von „Body & Building“ verhalf dem Bauingenieur zum Titel „Akt-Architekt“. Schon einer dieser ersten Schnappschüsse, das Bild „Stairway“ mit dreizehn Modellen auf einer Industrietreppe, wurde 1998 für einen internationalen Bildband ausgewählt.
1999 wirkte er in Rosa von Praunheims Film Der Einstein des Sex mit.
Neben Wilhelm von Gloeden, David Hockney, Horst P. Horst, Robert Mapplethorpe, Man Ray und Andy Warhol erscheint Henning von Bergs Name in der Liste stilprägender Fotokünstler „Naked Men Exposed - A Celebration of the Male Nude from 90 of the World's Greatest Photographers“. Der Sammelband erschien 2001 auch auf Deutsch als „Naked Men - Neunzig weltberühmte Fotografen“.
Als Co-Initiator des Aktfoto-Projekts „Naked Berlin“ im Deutschen Bundestag gelang ihm schließlich 1999 der internationale Durchbruch als People Photographer. Im Team lichtete er sechs Aktmodelle auf öffentlichen Straßen vor den Sehenswürdigkeiten der Hauptstadt ab, ebenfalls im Parlament Reichstag. Die Bilder wurden global publiziert und als „Reichstagslümmel“ bezeichnet. Bis heute handelt es sich um das weltweit erste und einzige Männerakt-Shooting in einem Parlamentsgebäude. Die Schnappschüsse sollen die liberale Grundhaltung der wiedervereinigten Bundesrepublik symbolisieren und besonders im Ausland zum Nachdenken anregen über das oft überholte Deutschland-Bild. Die Ausstellungen wurden später international präsentiert, u. a. vom Goethe-Institut Los Angeles.
2005 produzierte von Berg dazu das passende Gegenstück auf der anderen Seite des Globus: das Kunsthappening „Naked Sydney“ mit nackten Frauen vor den Sehenswürdigkeiten von Downtown Sydney. Die nachfolgenden Ausstellungen wurden zum Publikumserfolg, z. B. auch beim kanadischen Sommerfestival in Montreal. Insgesamt haben rund 200.000 Menschen die Ausstellung besucht.
Die internationale Kunststiftung Tom of Finland in Los Angeles berief ihn 2006 zum „Foundation Liaison“ für Deutschland/Europa. Zudem wurde er im gleichen Jahr vom australischen Fachverlag Specialty Publications zum „Benelux Correspondent“ ernannt, zuständig für die Aktfoto-Magazine „Blue“ und „Black+White“.
Mittlerweile kann von Berg auf rund 460 Veröffentlichungen und 44 Ausstellungen in Galerien und Museen auf fünf Kontinenten zurückblicken.

## Gegenwärtiges Wirken
Henning von Berg lebt heute abwechselnd in Berlin, Amsterdam und Los Angeles.
Seine Spezialität sind Außenaufnahmen mit natürlichem Licht. Oft bindet er Menschen in gewaltige Landschaften und monumentale Bauwerke ein. Bevorzugt erarbeitet er Kunstprojekte mit Amateuren (m/w), wobei das älteste Modell eine 108-jährige Dame ist. Derzeit konzentriert er sich auf Bildbände mit Senioren, Behinderten, aber auch Athleten und Prominenten, wie Julius Shulman.
Zunehmend wird von Berg als Spezialist für Gruppenfotos definiert. Manche Happenings dienen gesellschaftskritischen Aspekten. Sein Hauptaugenmerk liegt jedoch auf Aktfotografie und Charakterportraits. Der Autodidakt verwendet vorwiegend natürliches Licht. Als Ingenieur reizt ihn die Gegenüberstellung von Zartheit menschlicher Rundungen und strenger Linienführung sachlicher Architektur.
Für Bildband-Projekte porträtiert er die unterschiedlichsten Menschen aller Rassen und jeglichen Alters. Eher selten arbeitet er mit Berufsmodellen.
Mehrfach wirkt von Berg als Kurator für Ausstellungen und als Juror bei Wettbewerben. Als Editor hilft er Fotografen-Ikonen bei der Realisierung eigener Bildbände, z. B. Dianora Niccolini, Peter Berlin, Frank Diernhammer. Alljährlich engagiert er sich für soziale Projekte und spendet Galerieabzüge für Benefiz-Versteigerungen.

## Ausstellungen (Auszug)
- Goethe-Institut Los Angeles „Naked Berlin | The Liberal Capital“
- Kunstforum Köln „Colognia | California“
- Kunststiftung ToF-Foundation in Hollywood „Erotic Art Fair“
- Leather Archives & Museum in Chicago „Stairway“
- Festival Divers/City, Parc Emilie-Gamelin in Montreal „Naked Berlin | Naked Sydney“

## Publikationen (Auszug)
- Henning von Berg, Men Pure – Retrospective 1997-2007 [The First 10 Years], Verlag Lifetime Photographs, Seattle, 2010, ISBN 978-3-00-033248-7
- David Leddick, The Male Nude, Verlag Rizzoli/Universe, New York, 2008, ISBN 978-0-7893-1756-8
- Kingdome 19 und Henning von Berg, Universal – Handcrafted Uniques, Softcover, Bruno Gmünder Verlag, Berlin, 2008, ISBN 978-3-86187-911-4
- Henning von Berg, Alpha Males, Bruno Gmünder Verlag, Berlin, 2007, ISBN 3-86187-468-7
- Kingdome 19 und Henning von Berg, Universal – Handcrafted Uniques, Hardcover, Bruno Gmünder Verlag, Berlin, 2004, ISBN 3-86187-655-8
- Phil Braham (Hrsg.), Reed Massengil, Exposed – A Celebration of the Male Nude from 90 of the World’s Greatest Photographers, Thunder’s Mouth Press, London, 2000, ISBN 1-56025-301-0
- David Leddick, Male Nude Now – Contemporary Photography Universe Publishing/Rizzoli, New York, 2001, ISBN 0-7893-0635-2
- Reed Massengill, Self-Exposure – The Male Nude Selfportrait, Universe Publishing/Rizzoli, New York, 2006, ISBN 0-7893-1317-0
- Anthologie, Naked – Female and Male Nudes, Feierabend Verlag, Köln-Berlin, 2005, ISBN 3-89985-160-9
- Phil Braham, Naked Men: Neunzig weltberühmte Fotografen, Umschau/Braus, Frankfurt/M., 2000, ISBN 3-8295-6833-9